# Dirty Livin’
Dirty Livin’ ist ein 1972 von Stan Penridge und Peter Criss geschriebener und 1979 von Criss mit Vini Poncia bearbeiteter Song, der von der US-amerikanischen Hard-Rock-Band Kiss auf dem Album Dynasty veröffentlicht wurde.

## Entstehungsgeschichte
Die musikalische Bandgeschichte kennt mehrere klar getrennte Phasen. Kiss hatten von 1974 bis 1977 mit Kiss, Hotter than Hell, Dressed to Kill, Destroyer, Rock and Roll Over und Love Gun sechs Studioalben aufgenommen, die vergleichsweise konstant und ohne größere Abweichungen ihren typischen Hard Rock aufwiesen. Als Abschluss dieser ersten Phase können die 1978 von allen vier Bandmitgliedern gleichzeitig herausgebrachten vier Soloprojekte gezählt werden, die jeweils unter dem Bandnamen erschienen.
Gene Simmons und Paul Stanley hatten im Vorfeld zu den Aufnahmen des nächsten Kiss-Albums eine Zusammenarbeit mit Giorgio Moroder in Spiel gebracht, die Erörterungen dazu führten aber zu keinem Ergebnis. Schlagzeuger Peter Criss zwang die übrigen Mitglieder, Vini Poncia als Produzenten für dieses Album zu verpflichten, indem er mit seinem Ausstieg aus der Band drohte. Die Gruppe gab dem nach, um die sich stetig verschlechternde Beziehung zu ihrem Schlagzeuger zu retten. Doch Criss’ vermeintlich erfolgreicher Schachzug entpuppte sich als Fehler, als Poncia definitiv feststellte, dass der Schlagzeuger nicht in der Lage sei, sein Instrument zu spielen und ihn von den Aufnahmen ausschloss. Stattdessen wurde Anton Fig engagiert, der das Album mit der Band einspielte.
Gene Simmons schrieb später dazu:

“Ironically, Vini decided that even though he produced Peter’s record, he didn't think Peter was good enough to drum on a KISS record. Peter was not qualified to make any judgments about material or arrangements, he said. In Vini Poncia’s estimation, Peter was close to tone deaf and didn’t play drums well enough.”

„Ironischerweise entschied Vini, dass Peter nicht gut genug war, um auf einer KISS-Platte Schlagzeug zu spielen, obwohl er sein Album produziert hatte. Er sagte, Peter sei nicht dazu qualifiziert, Material oder Arrangements zu beurteilen. Nach Vini Poncias Einschätzung war Peter beinahe taub und spielte nicht gut genug Schlagzeug.“

Peter Criss dagegen hatte das Gefühl, ein erfolgreicher Künstler zu sein. Sein Soloalbum, das von Vini Poncia produziert worden war, war in den USA am 2. Oktober 1978 mit einer Goldenen und einer Platinschallplatte für 1.000.000 Einheiten ausgezeichnet worden. Dies ging jedoch auf einen Marketingtrick der Schallplattenfirma zurück, die 1,317,664 Exemplare gepresst und ausgeliefert hatte. Allerdings waren bis Januar 1979 auch mehr als 2 Mio. Exemplare der vier Soloalben an Casblanca zurückgesandt worden. (Nach den seit 1991 erhobenen Daten von Nielsen Media Research (SoundScan) ist Criss’ Soloalbum mit über 23.000 in den USA verkauften Exemplaren allerdings das Schwächste. Die Alben von Gene Simmons und Paul Stanley verkauften sich im Vergleich dazu jeweils über 30.000 Mal, das Album von Ace Frehley war mit über 46.000 Exemplaren das erfolgreichste.)
Für Dynasty brachte Criss die Lieder Rumble, Out of Control, There’s Nothing Better und Dirty Livin’ ein, von denen nur Dirty Livin’ angenommen wurde. Das Lied hatte Criss bereits 1972 mit Stan Penridge für ihre gemeinsame Band Lips geschrieben und am 22. Februar desselben Jahres für ein Demoband aufgenommen. Es war ursprünglich als Funknummer gedacht gewesen, verlor bei der Bearbeitung für Dynasty, die von Poncia vorgenommen wurde, jedoch viele der ursprünglichen Elemente und wurde zu einem typischen Discostück. Neben dem Gesang nahm Criss für dieses Lied auch das Schlagzeug auf.
Als die Band im Februar 1979 in den Electric Lady Studios in New York mit den Aufnahmen für Dynasty begann, erholte sich Criss noch von den Folgen eines Autounfalls, den er 1978 bei einer Spritztour mit einem gemieteten Porsche in Marina del Rey unter dem Einfluss von Betäubungsmitteln erlitten hatte, bei dem er die Kontrolle über das Fahrzeug verloren hatte und gegen einen Baum geprallt war. Er war durch die Windschutzscheibe aus dem Auto katapultiert worden und hatte Brüche an den Armen erlitten, die eine stationäre Aufnahme im Krankenhaus erforderlich machten.
Dirty Livin’ wurde zunächst im September 1979 als B-Seite der Single Sure Know Something veröffentlicht und wurde von Bellaphon in Deutschland später als Maxisingle, für die ein Remix von Jim Burgess angefertigt worden war, herausgebracht.